# Filip Benda
Filip Benda (* 15. října 1976 Praha) je ředitel kabinetu ministra financí Zbyňka Stanjury.

## Osobní život
Narodil se v Praze do rodiny disidenta Václava Bendy. Vystudoval obor náboženství a etika, vzdělávání a učitelství pro střední školy, na Teologické fakultě Jihočeské univerzity. V letech 2000–2001 absolvoval stáž v rámci programu Erasmus v holandském Nijmegenu.
Je ženatý, má dceru a syna. Jeho starším bratrem je politik Marek Benda.

## Politická činnost
Pracoval jako senior konzultant pro EUROFFICE PRAHA – BRUSEL. Zde se zabýval poradenstvím v oblasti vnitrostátní i evropské legislativy, legislativního procesu a fungování státní správy. V letech 2007–2009 byl vedoucím oddělení poradců na MPSV. V letech 2010–2012 vedl tým poradců Alexandra Vondry na Ministerstvu obrany. Na přelomu let 2012–2013 byl vrchním ředitelem kabinetu ministra dopravy Zbyňka Stanjury. Od roku 2021 pracuje opět v jeho týmu jako ředitel kabinetu ministra financí.
V roce 2024 se rozhodl kandidovat do Evropského parlamentu, na kandidátní listině SPOLU byl osmý.
V červnu 2025 byl zmiňován v souvislosti s bitcoinovou kauzou.